# Blindmulle
Blindmulle (Myospalacinae), auch Asiatische Maulwurfsratten oder Zokors sind eine Unterfamilie der Nagetiere und gehören zu den Mäuseartigen. Ihr geographisches Verbreitungsgebiet reicht von Zentralrussland über Ostsibirien bis in die Mandschurei. Sie bevorzugen höher gelegene Wald- und Ackerbaugebiete.

## Merkmale
Blindmulle leben in Gängen und Höhlen, die sie, ähnlich wie Maulwürfe, unterirdisch graben. Diese Baue befinden sich bis zu zwei Meter unter der Erde und können Ausmaße von nahezu einhundert Metern erreichen.
Blindmulle ernähren sich von Wurzeln, Knollen und Getreideähren, die sie nach unten in ihre Baue ziehen, wo das Futter auch gelagert werden kann. Diese Lebensweise macht sie zu Ernteschädlingen.
Die Kopfrumpflänge beträgt zwischen 16 und 27 cm, hinzu kommen 3 bis 9 cm Schwanz. Blindmulle wiegen 150 bis 550 Gramm. Im Frühjahr (März und April) bringen die Weibchen vier bis sechs Jungtiere zur Welt.
Blindmulle haben graues, graubraunes oder rötlich-gelbes Fell, das am Rücken deutlich kräftiger als an der Unterseite gefärbt ist. Anders als ihr Name glauben macht, sind Blindmulle nicht blind, allerdings sind ihre Augen fast vollständig im Fell verborgen.

## Systematik
Blindmulle werden als Unterfamilie der Spalacidae angesehen. Gelegentlich findet man sie auch als Tribus innerhalb der Wühlmäuse angesiedelt, doch den Analysen von Lawrence 1991 zufolge sind sie ein eigenständiges Taxon an der Basis der Mäuseartigen, das seine wenigen Ähnlichkeiten zu Wühlmäusen in konvergenter Evolution erworben habe. Als nähere Verwandte werden die Wurzelratten diskutiert.
Gattung Myospalax
- Daurischer Blindmull, Myospalax aspalax (Pallas, 1776), Mongolei, China, südliches Sibirien
- Sibirischer Blindmull, Myospalax myospalax (Laxmann, 1773), östliches Kasachstan, südliches Sibirien, östliche Mongolei, Mandschurei
- Transbaikal-Blindmull, Myospalax psilurus (Milne Edwards, 1874), südöstl. Sibirien, östliche Mongolei, Mandschurei

Gattung Eospalax
- Qinghai-Blindmull (Eospalax baileyi (Thomas, 1911)), Qinghai
- Gansu-Blindmull (Eospalax cansus (Lyon, 1907)), Gansu und Shanxi
- Chinesischer Blindmull (Eospalax fontanierii (Milne Edwards, 1867)), Shanxi
- Eospalax muliensis Zhang, Lei, Zhou, Chen & Shi, 2022, Sichuan
- Rothschild-Blindmull (Eospalax rothschildi (Thomas, 1911)), Shaanxi
- Qin-Ling-Blindmull (Eospalax rufescens (Allen, 1909)), Shaanxi
- Smith-Blindmull (Eospalax smithii (Thomas, 1911)), Gansu